# 苏尔皮西乌斯·加卢斯月溪

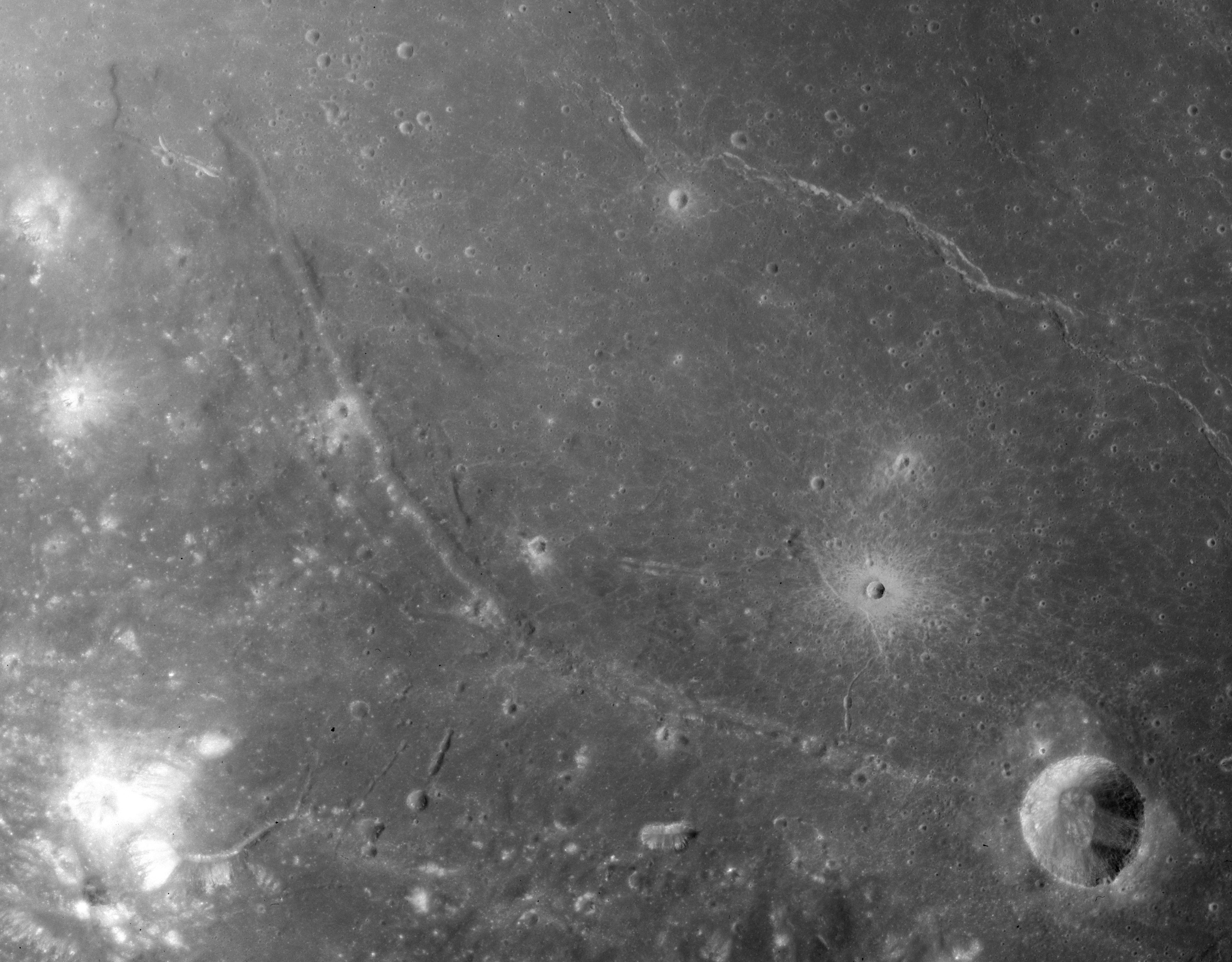
苏尔皮基乌斯·盖路斯月溪

苏尔皮基乌斯·盖路斯月溪（Rimae Sulpicius Gallus）是位于月球正面澄海西南的一系列蜿蜒的凹槽，它得名于东南所靠近的苏尔皮基乌斯·盖路斯陨石坑。从该陨坑的西北一路沿月海边缘蜿蜒、分叉，向西北延伸距离约80公里。所涵盖区域南北横跨2.05度、东西相距1.81度，其中心月面坐标为20°39′N 9°59′E / 20.65°N 9.99°E。

## 另请参阅
- 鲁克尔, 安东宁. . 布拉格: 阿文蒂诺. 1991. ISBN 80-85277-10-7.

## 相关文章
- 月球表面特徵列表